# Pyrenochaeta romeroi
Pyrenochaeta romeroi är en svampart som beskrevs av Borelli 1959. Pyrenochaeta romeroi ingår i släktet Pyrenochaeta, ordningen Pleosporales, klassen Dothideomycetes, divisionen sporsäcksvampar och riket svampar.   Inga underarter finns listade i Catalogue of Life.